# Camellia parviflora
Camellia parviflora är en tvåhjärtbladig växtart som beskrevs av Elmer Drew Merrill, Amp; Chun och Joseph Robert Sealy. Camellia parviflora ingår i släktet Camellia och familjen Theaceae. Inga underarter finns listade i Catalogue of Life.